# قاآن
قاآن، خاآن یا هاآن (خط مغولی-تبتی: ꡢꡝꡋ لاتین‌نویسی: Qa'an خط سیریلیک: Хаан لاتین‌نویسی: Khaan)، صورت مغولی عنوان خاقان است که از واژه ترکی باستان «قاغان» وام گرفته شده است. در خط سنتی زبان مغولی که برپایه خط اویغوری است، این عنوان به همان شکل قاغان (ᠬᠠᠭᠠᠨ) نوشته می‌شود. قاآن عنوان رسمی امپراتوران امپراتوری مغول و دودمان یوآن محسوب می‌شد. پادشاهان ایلخانی نیز از زمان غازان خان گاهی عنوان قاآن را برای خود به‌کار می‌برده‌اند. پیش از آن، مرسوم بود که ایلخانان این عنوان را برای ادای احترام و ابراز وفاداری به قاآن امپراتوری مغول بر اسناد دولتی و سکه‌هایشان ذکر کنند.

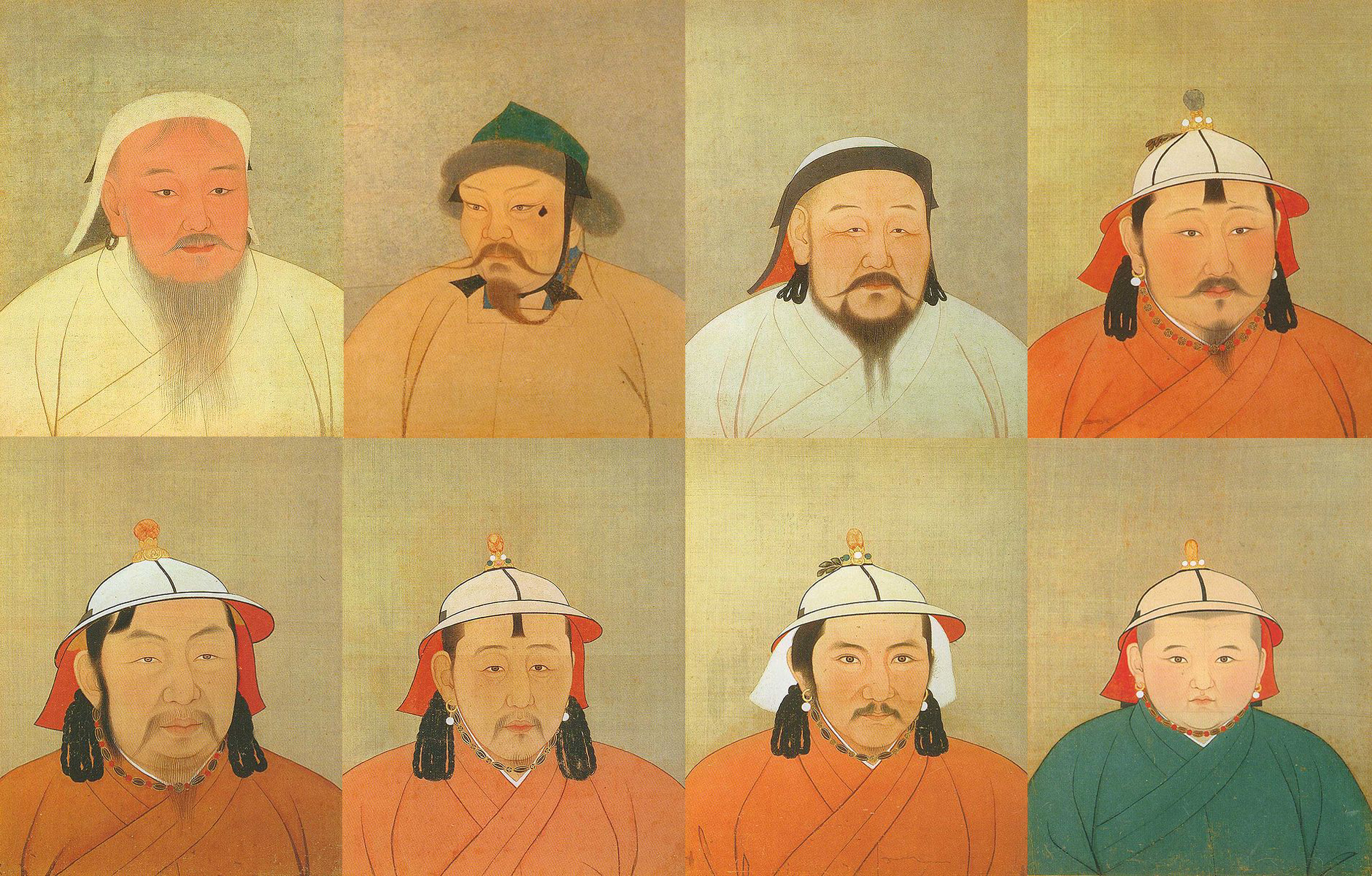
نگاره ۸ تن از ۱۵ قاآن (خاقان) امپراتوری مغول

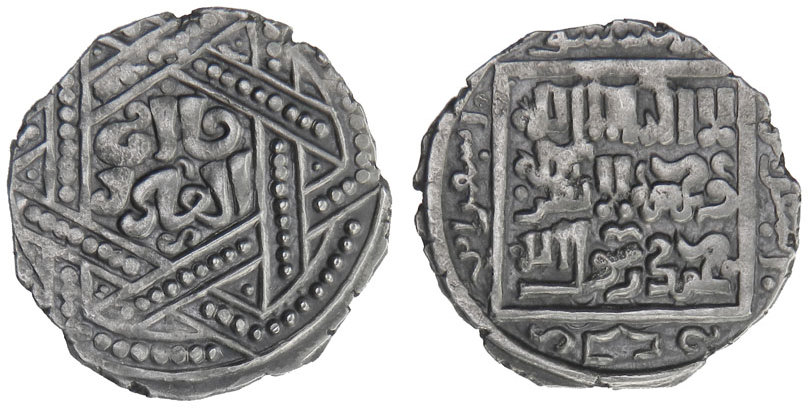
سکه نقره ایلخانی، ضرب اسفراین کهن. پشت سکه عنوان «قاآن العادل» و روی آن بالای متن شهادتین با خط اویغوری عنوان «قاغان» ثبت شده است.

## شکل‌گیری
قاغان (Qaγan یا Qaɣan)، عنوانی کهن و شناخته‌شده در خانواده زبان‌های مغولی‌تبار و سایر خانواده‌های زبان‌های آلتایی‌تبار محسوب می‌شود. در منابع چینی این عنوان برای فرمانروایان امپراتوری‌های عشایری شیان‌بئی و ژوژان که از نظر زبانی احتمالاً با مغولان مرتبط بودند گواهی شده است. در کهن‌ترین شواهد مکتوب شناخته‌شده از زبان‌های مغولی‌تبار یعنی سنگ‌نوشته‌های بوگوت و خویس‌تُلگویی نیز عنوان قاغان ذکر شده است. منشأ زبانی عنوان قاغان را عموماً آلتایی دانسته‌اند، ولی نظریه‌های جایگزینی که منشأ ایرانی شرقی، کره‌ای، چینی و ینی‌سئیایی برای قاغان قائل‌اند نیز وجود دارند.
در مورد زمان آغاز استفاده از عنوان قاآن توسط امپراتوران مغول اختلاف نظر وجود دارد. در تاریخ سری مغولان که احتمالاً تنها ۲ تا ۳ دهه پس از مرگ چنگیز خان نوشته‌شده، از هر دو عنوان خان و قاآن برای چنگیز استفاده‌شده، اما با این تفاوت که عنوان قاآن تقریباً همه جا در حالت سوم شخص به‌کار رفته است؛ بنابراین این احتمال وجود دارد که قاآن عنوانی افتخاری بوده که پس از مرگ چنگیز خان به او اعطا شده است. همانند پدر وی یسوکای بهادر که پس از مرگ عنوان افتخاری خان را دریافت کرد. بارتلد، ترک‌شناس روس، این احتمال که چنگیز خان در زمان زندگی از عنوان قآن استفاده می‌کرده را بعید می‌دانست و معتقد بود که مطابق با منابع ایرانی، تنها عنوان رسمی وی در زمان زندگی‌اش خان بوده است. در کتیبه‌های یادمانی دوره یوآن چین، چنگیز گاهی خان و گاهی قاآن خوانده شده است. شاید چنگیز هر عنوان خان و قاآن را همزمان استفاده می‌کرده یا دست‌کم در سال‌های پایانی حکومتش عنوان قاآن را برای خود برگزیده باشد. به‌هرحال قطعیتی در این زمینه وجود ندارد. در نامه ارغون خان به پاپ نیکلاس چهارم (۱۲۹۰ م)، نام چنگیز خان و در نامه اولجایتو به فیلیپ چهارم فرانسه (۱۳۰۵ م)، نام چنگیز قاآن ذکر شده است.
اوگتای، جانشین چنگیز خان، نخستین فرمانروای امپراتوری مغول بود که به‌صورت قطعی عنوان قاآن را برای خود به‌کار برده است. برپایه ارزیابی راچویلتز، مغول‌شناس ایتالیایی، اوگتای تحت تأثیر سنت‌های اویغوری این عنوان را برگزید. راچویلتز در توضیح جایگاه عنوان‌های خان و قاآن در جهان‌بینی مغولان آن زمان، خان را عنوان فرمانروای یک ملت خاص دانسته، درحالی‌که قاآن عنوان فرمانروای ملت‌ها است. وی در این زمینه بر محتوای تمغای نقش‌شده بر نامه گیوک خان به پاپ اینوسنت چهارم اشاره دارد که در آن از گیوک با عنوان «خان اقیانوس‌وار ملت بزرگ مغول» یاد شده است.
عطاملک جوینی در مورد گزینش عناوین سلطنتی توسط امپراتوران مغول چنین نوشته است: «هر کس که بر تخت خانی نشیند یک اسم در افزایند، خان یا قاآن و بس…»